# John Heffernan
John Heffernan CSSp (ur. 11 września 1883 w Kilmanikan, zm. 20 marca 1966) – irlandzki duchowny rzymskokatolicki, duchacz, misjonarz, wikariusz apostolski Zanzibaru.

## Biografia
28 października 1912 otrzymał święcenia prezbiteriatu i został kapłanem Zgromadzenia Ducha Świętego pod opieką Niepokalanego Serca Maryi Panny.
15 marca 1932 papież Pius XI mianował go wikariuszem apostolskim Zanzibaru oraz biskupem tytularnym uzippariańskim. 19 czerwca 1932 przyjął sakrę biskupią z rąk biskupa Kerry (o Ardfert) e Aghadoe Michaela O’Briena. Współkonsekratorami byli emerytowany wikariusz apostolski Zanzibaru John Gerald Neville CSSp oraz wikariusz apostolski Bagamoyo Bartholomew Stanislaus Wilson CSSp.
7 czerwca 1945 zrezygnował z katedry.